# Central nuclear de Akkuyu
La Central nuclear de Akkuyu (en turco: Akkuyu Nükleer Enerji Santrali) es una planta nuclear prevista en Akköy, en Buyukeceli, provincia de Mersin, Turquía. Sería la primera planta de energía nuclear del país. En mayo de 2010, Rusia y Turquía firmaron un acuerdo por el cual una filial de Rosatom - Akköy NGS Elektrik Uretim Corp., Construirá, poseerá y operara una planta de energía en Akköyque  comprende cuatro unidades VVER 1200 MW.  El acuerdo fue ratificado por el estado turco. La construcción de la primera unidad se iniciará en 2016, con las cuatro unidades puestas en servicio en 2022-25.